# Puente Vierendeel
Un puente Vierendeel  es un tipo de puente en celosía que emplea vigas Vierendeel dispuestas en entramado y que debe su denominación al apellido del ingeniero belga Arthur Vierendeel que lo patentó. Este tipo de puente se hizo muy popular en el primer tercio del siglo XX, existiendo numerosos ejemplos en Bélgica (así como en el Congo Belga) que posteriormente se fueron aplicando a otras partes del mundo. Se caracteriza por su estructura de mallado completamente rectangular, de cuerdas paralelas (es decir sin travesaños diagonales entre sus vanos). Fue empleado inicialmente como estructura para el tránsito de ferrocarriles. 

## Historia
La atención por este tipo de estructuras metálicas proviene de los trabajos que en 1851 realizó el ingeniero alemán Karl Culmann. El primer puente de estas características se construyó en Avelgem, Bélgica en 1902, gracias a las investigaciones que en 1896 realizó Arthur Vierendeel. Durante esta época el número de puentes de estas características se realiza típicamente en Bélgica, bien sea por el propio Arthur o por algunos de sus alumnos. Vierendeel menciona su sistema por primera vez en público en el Congrès International des Architectes celebrado en agosto de 1897 en Brusselas.
En España se construyó el puente Vierendeel de la Riera de Caldas. Existiendo otros ejemplos como en Osera de Ebro, Zaragoza.

## Características
Los puentes Vierendeel tienen como primera característica la de no tener travesaños triangulares (o en diagonal) en sus vanos. Tal y como se elabora en los puentes de celosía tradicionales. La deflexión de los puentes Vierendeel es, por regla general, inferior a la de otros puentes con la misma luz.

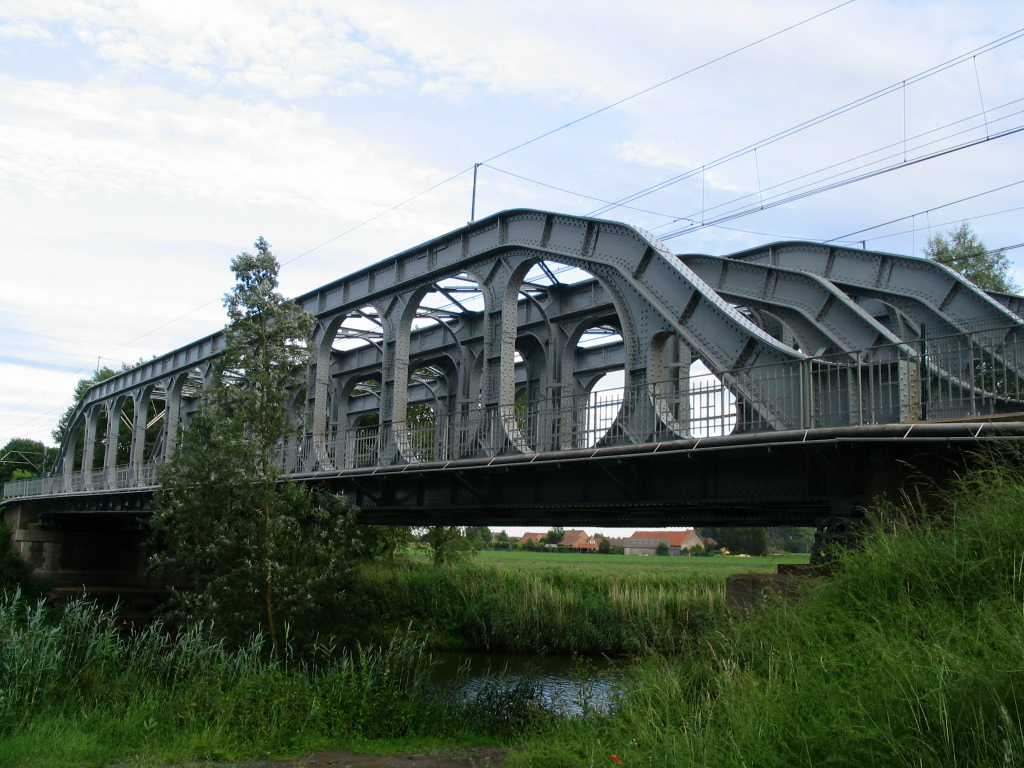
Puente en Grammene, Bélgica
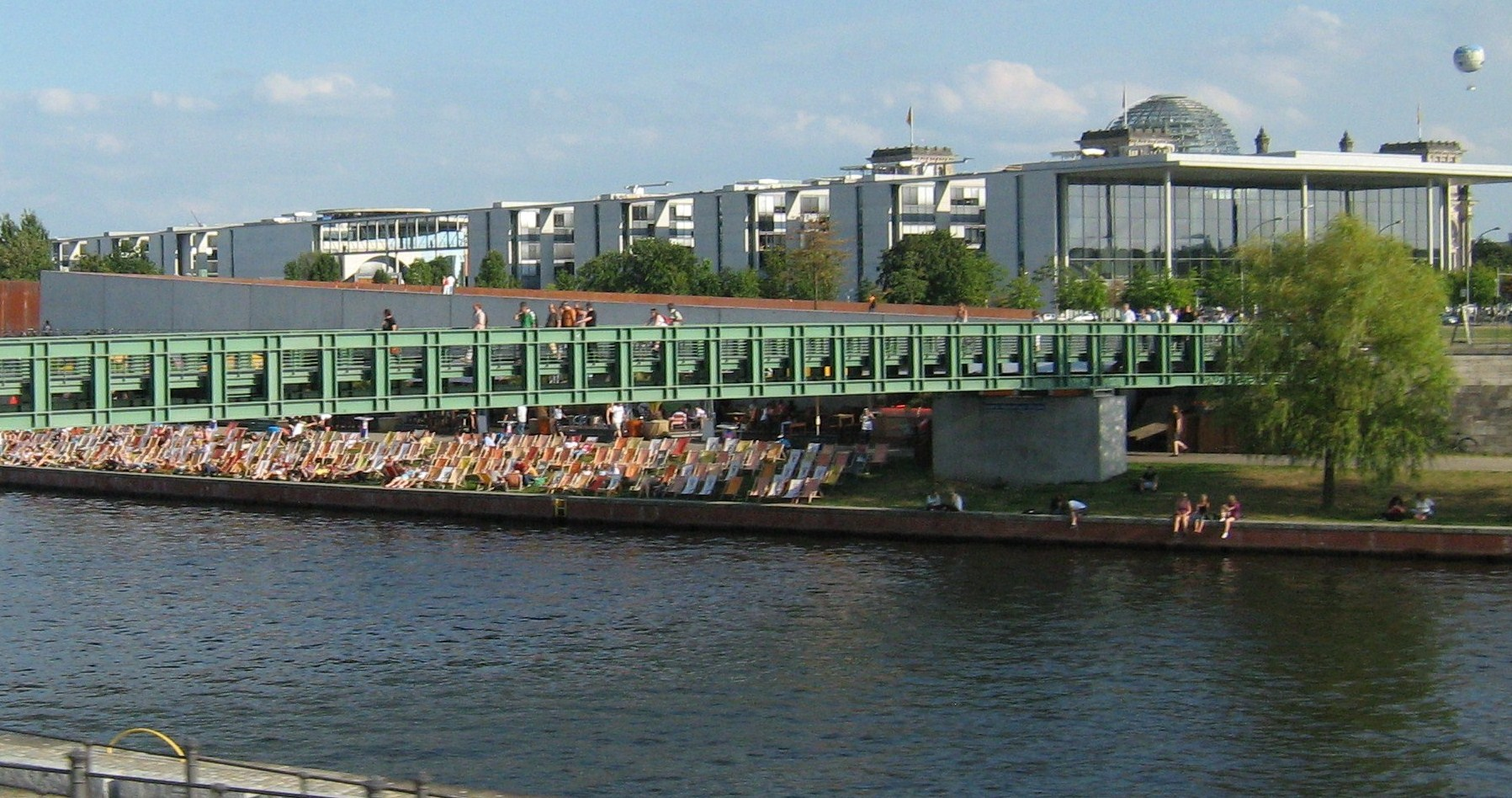
Pasarela Gustav-Heinemann, Berlín
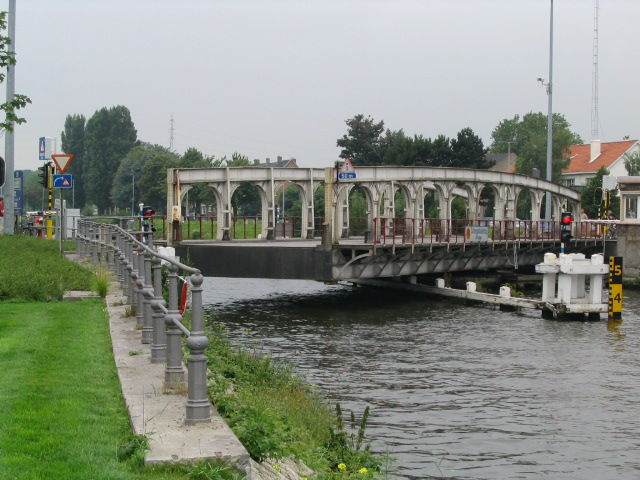
Puente móvil cerca de Brujas, Bélgica

Ejemplos en Japón
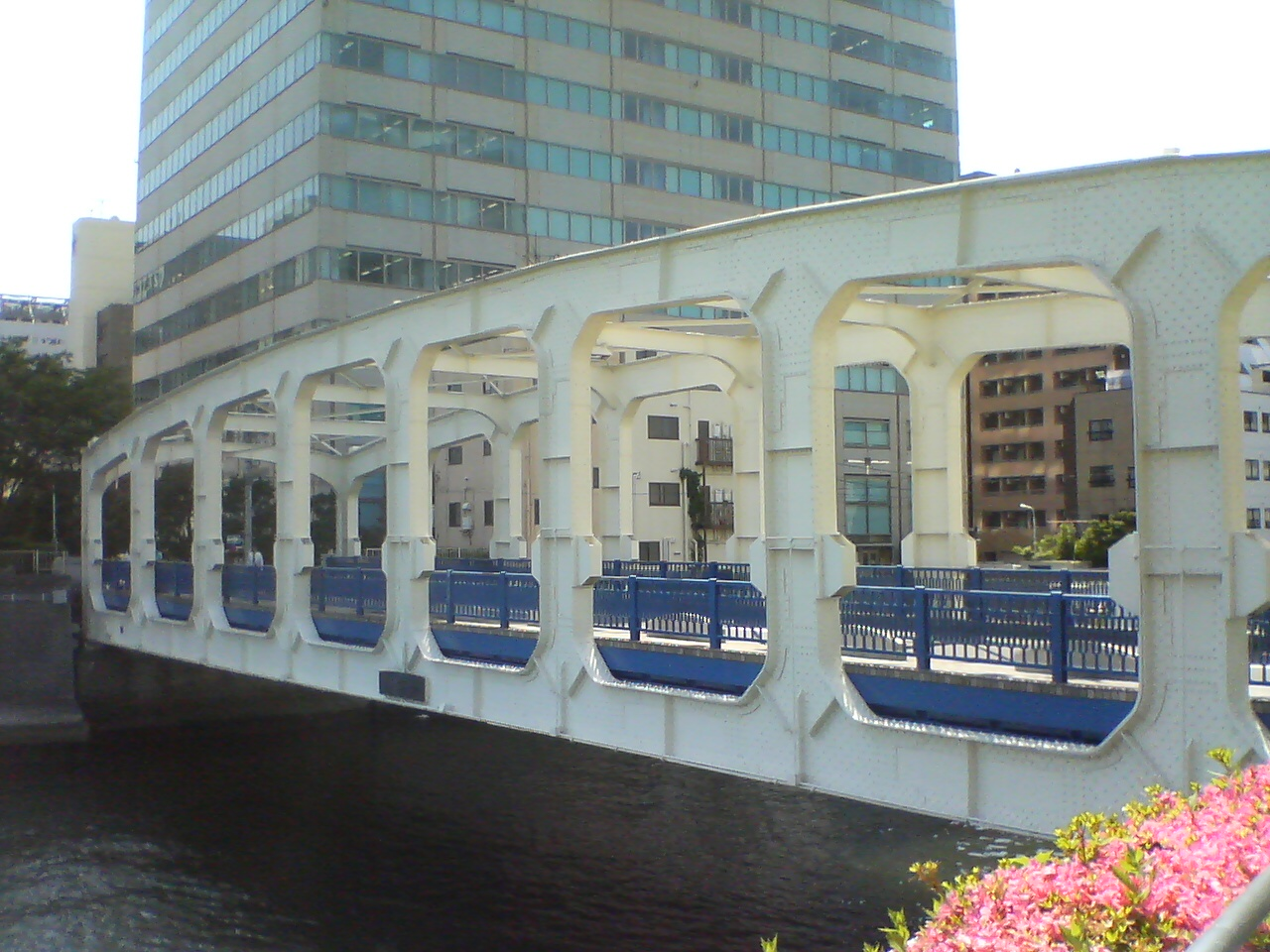
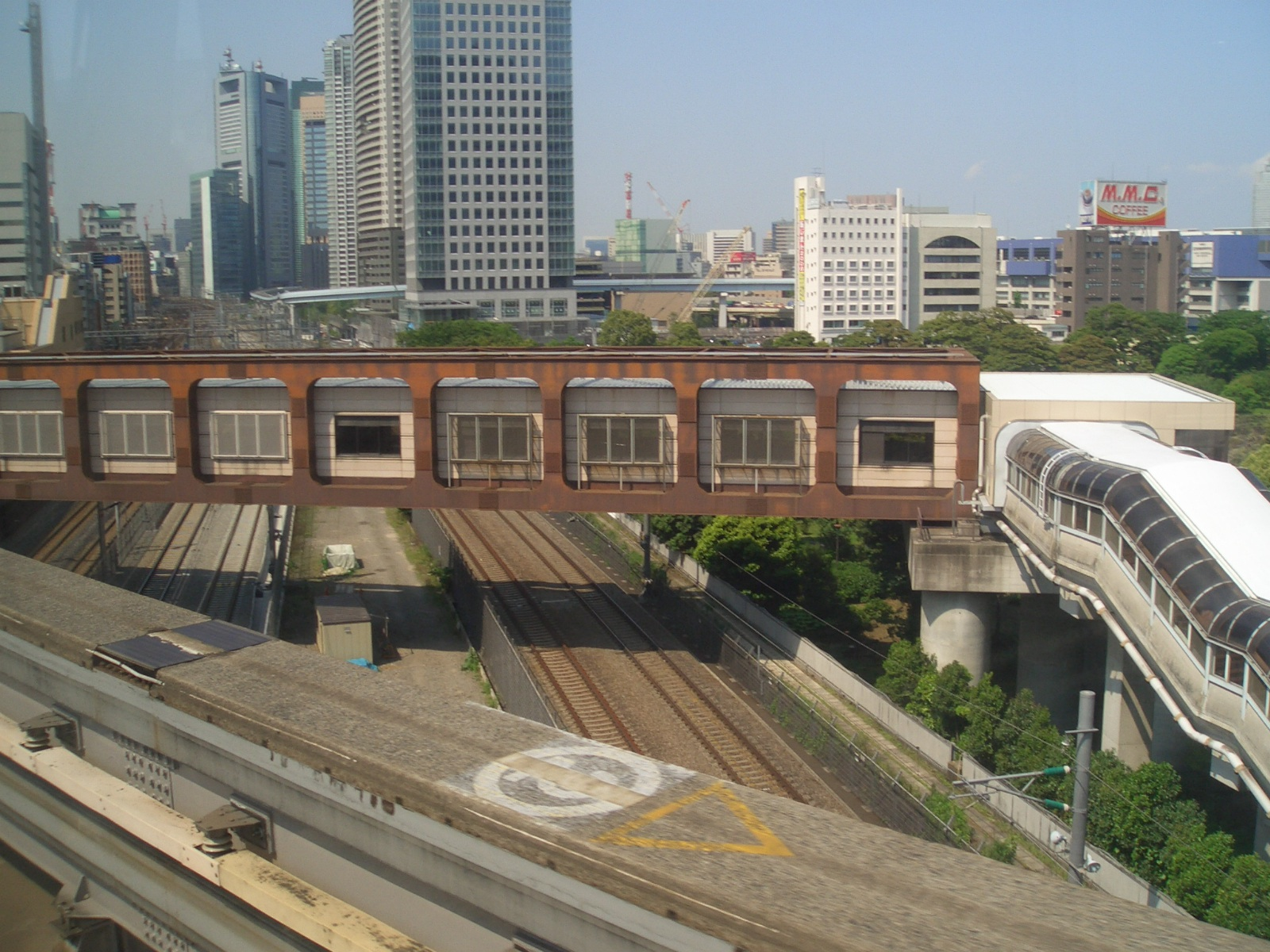
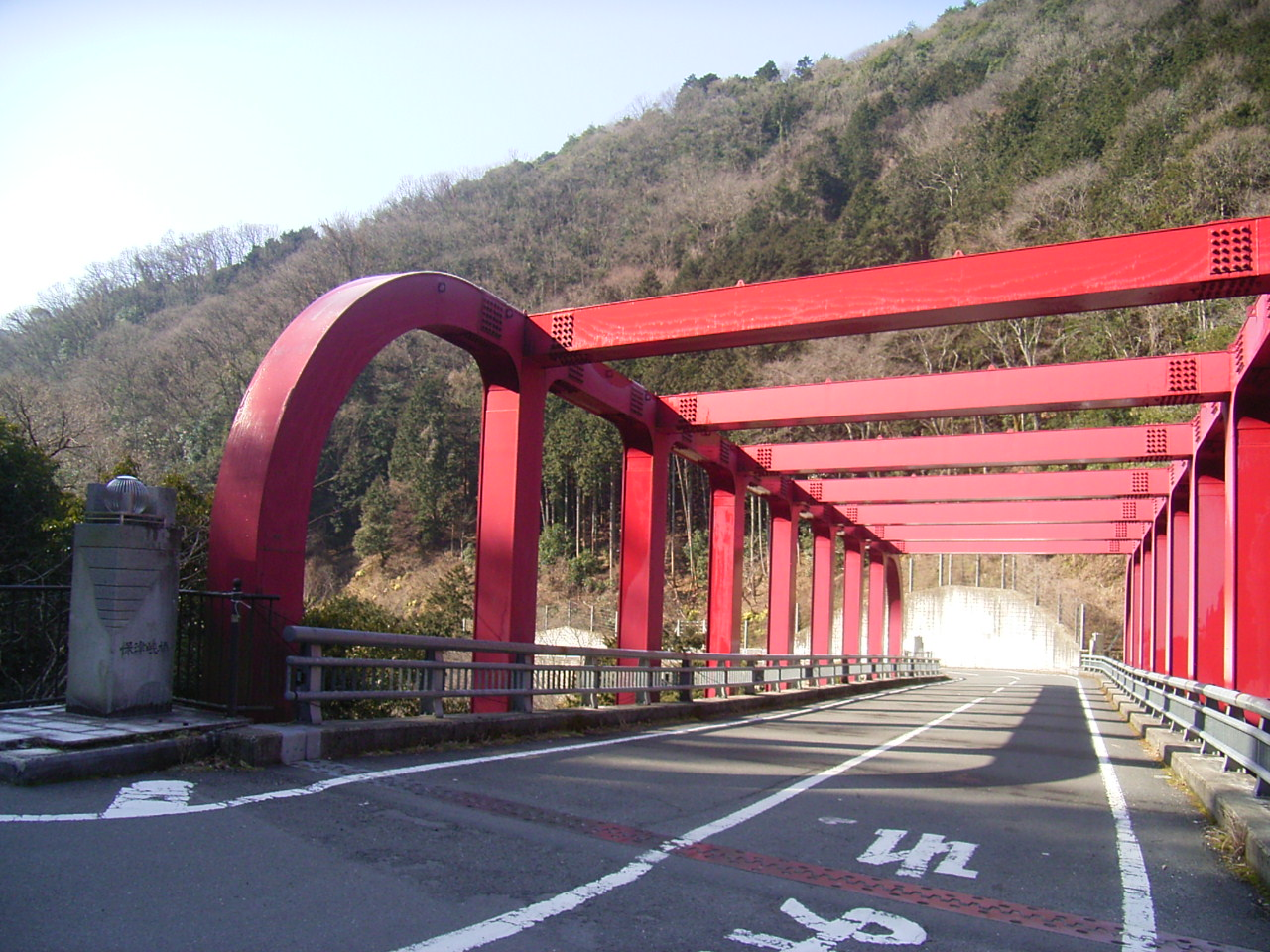
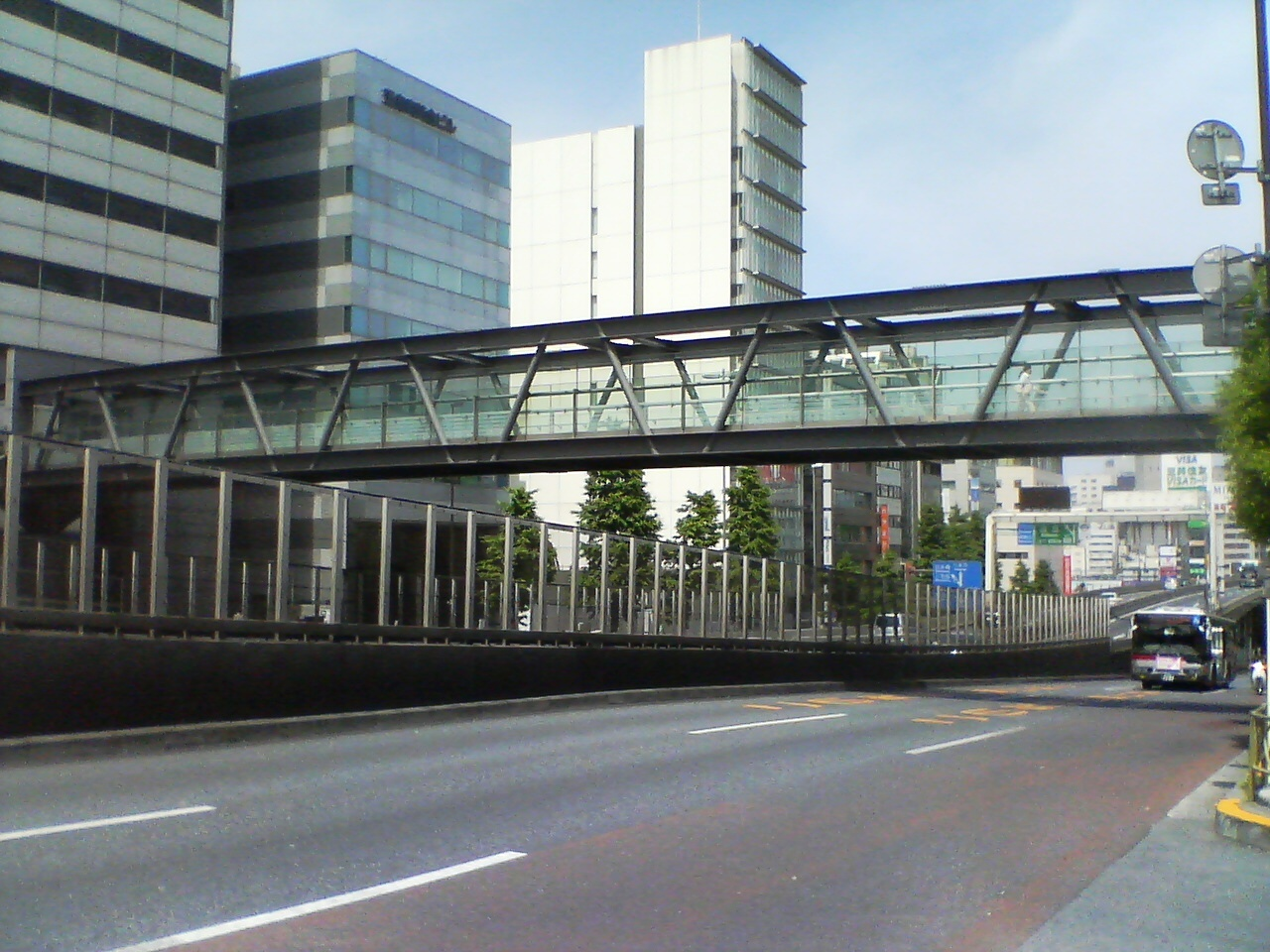